# کوئول شمالی
کوئول شمالی (نام علمی: Dasyurus hallucatus) نام یک گونه از سرده کوئول است.